# 鈴木空如
鈴木 空如（すずき くうにょ、1873年 - 1946年）は、日本の仏画師、日本画家。世界文化遺産である法隆寺の金堂壁画を模写したことで世に知られる。

## 経歴
明治6年（1873年）、鈴木虎之助・フミの三男として、秋田県仙北郡小神成村13番地（現・大仙市太田町小神成）に生まれる。
明治25年（1892年）に上京して、画工・長山蘭林に師事し日本画を習う。日清戦争に従軍後の明治31年（1898年）、東京美術学校（現・東京芸術大学美術学部）に入学。山名貫義に師事した。
卒業後、画壇には属さず、法隆寺金堂壁画の模写と仏教美術の研究に打ち込んだ。
大正7年（1918年）ナヲと結婚。2年後に長女豊子をもうける。
大正14年（1925年）豊子が喘息を悪化させ、死去。以後ますます金堂壁画の模写にのめり込む。
明治40年（1907年）から昭和7年（1932年）にかけて法隆寺に数十回出向き、金堂外陣（げじん）の土壁に描かれた十二面の壁画を独力で模写した。
昭和21年（1946年）死去。

## 代表作
- 法隆寺金堂壁画模写
- 童形地蔵菩薩　（亡くなった娘、豊子の面影を地蔵像に託したと言われている）

## 法隆寺金堂壁画模写事業と空如
没後の1949年、国による模写事業が進行していた法隆寺金堂壁画が火災で焼損した際、皮肉にもそれまで忘れ去られていた空如の画業に注目が集まった。1967年から始まった壁画の復元事業においては、班長の一人である日本画家・前田青邨によって空如の模写は重要な参考資料とされた。